# Hauneck
Hauneck är en kommun i Landkreis Hersfeld-Rotenburg i Regierungsbezirk Kassel i förbundslandet Hessen i Tyskland. 
Kommunen bildades 31 december 1971 genom en sammanslagning av de tidigare kommunerna Oberhaun, Rotensee, Sieglos und Unterhaun. De tidigare kommunerna Bodes och Fischbach uppgick i den nya kommunen 1 augusti 1972.